# Mentalismus
Mentalismus je druh představení, při kterém mentalista používá psychologických principů, hypnózu nebo sugesci k dosažení efektů jako jsou čtení myšlenek (telepatie), telekineze, psychokineze, předpověď volby diváka, jasnovidectví nebo ovládání mysli. Mentalismus často vyžaduje po umělci ukázku autoritativního, sebejistého a charismatického představení. Pravý mentalismus není kouzelnictví či magie.

## Historie
Mentalismus je obecně uznáván jako podobor kouzelnictví, ovšem v tomto oboru mentalisté nedosahují neuvěřitelných výsledků rychlými pohyby rukou či jinými „podvody“, nýbrž pomocí své a divákovy mysli. Někteří umělci přidávají do svých představení prvky hypnózy nebo ukázky své geniální paměti.
Mnohé z toho, co v dnešní době mentalisté předvádějí, může bylo označováno jako testy nadpřirozených sil vyvolavačů duchů, médií a spiritualistů v devatenáctém století. Historie mentalismu sahá však ještě mnohem hlouběji. Jeden z prvních záznamů o mentalismu z roku 1572 hovoří o diplomatu a jednom z prvních kouzelníků Girolamu Scottu.
Dva dodnes používané testy jsou knižní test a test živí-mrtví. V prvním z nich je vybrána kniha a dobrovolník (obvykle člen publika), který ji otevře na náhodné straně. Dobrovolník se poté soustředí na vybrané slovo, větu či odstavec. Pokud je mentalista schopen svými schopnostmi přijít na myšlený text, potom prošel testem. V testu živí-mrtví jsou smíchána jména živých a již zemřelých osob, všechna zapsána na identické kousky papíru. Následně je mentalista pomocí svých schopností schopen rozdělit smíchaná jména na hromádku živých a hromádku mrtvých.

## Prezentace
Styl představení se však může velice lišit. Někteří mentalisté, jako Uri Geller nebo James Van Praagh předvádějí používání nadpřirozených sil jako jsou telepatie nebo telekineze. Stále se však najdou tací lidé, kteří věří, že Geller a jemu podobní doopravdy demonstrují využití nadpřirozených sil. Takové myšlenky jsou však stále kritizovány jak vědou, tak skeptiky.
Mnoho současných kouzelníků, jako jsou Richard Osterlind, Banachek, Jakub Kroulík nebo Derren Brown připisují svoje výsledky méně nadpřirozeným schopnostem: umění číst řeč těla nebo podvědomé manipulaci s pokusnou osobou, například pomocí psychologických sugescí. Někteří z nich dokonce uznávají užití klasických kouzelnických postupů a úskoků, které však mentalisté používají zřídka.
Mentalisté obyčejně nesměsují tradiční kouzelnické kousky se svým mentalistickým uměním. To by podle nich příliš spojovalo vznešený mentalismus s obyčejným šibalstvím kouzelníků. Mnoho mentalistů samo sebe nepovažuje a nevydává se za kouzelníky s tím, že se jedná o naprosto odlišný obor.
Na druhé straně kouzelníci jako David Copperfield, David Blaine nebo Criss Angel zcela běžně kombinují tradiční kouzelnické a mentalistické prvky. Kouzelník například nejprve uhodne zvolenou kartu a potom okamžitě promění jinou kartu v právě jmenovanou. Tyto hybridní výkony nebo jiná představení s příměsí mentalismu jsou umělci obvykle označovány jako mentální magie.

## Slavní mentalisté
- Theodore Annemann
- Banachek
- David Berglas
- Derren Brown
- Kuda Bux
- Bob Cassidy
- Chan Canasta
- Corinda
- Joseph Dunninger
- Uri Geller
- Luke Jermay
- Kreskin
- Al Koran
- Max Maven
- Gerry McCambridge
- Richard Osterlind
- The Piddingtons
- Ehud Segev
- The Zancigs
- Criss Angel